# Kanelury

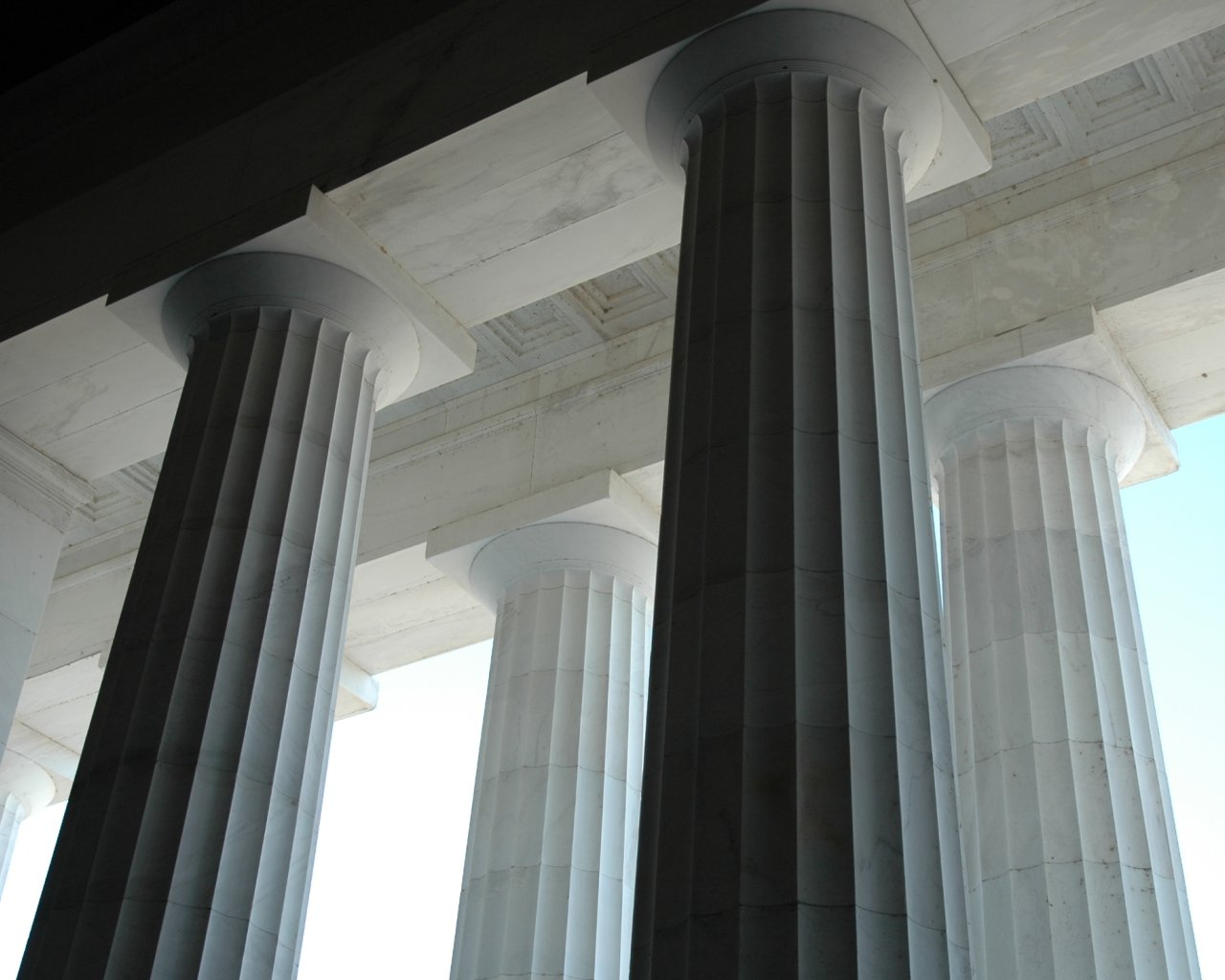
Kanelury na kolumnach

Kanelury (żłobki, kanele) – płytkie, wklęsłe pionowe wyżłobienia, zdobiące na całej długości trzon kolumny lub pilastra. Wyżłobienia te stykają się ze sobą ostrymi krawędziami, ale mogą też być przedzielone płaskimi listewkami zwanymi ścieżkami.
Ozdabianie kanelurami (inaczej: żłobkowanie, kanelowanie, kanelura) było najczęściej stosowane w architekturze klasycznej, miało na celu nadanie kolumnie wrażenia lekkości. W porządku doryckim kanelury stykają się ze sobą, w porządku jońskim i korynckim przedzielone są ścieżkami.
W średniowieczu spotykane są kanelury wyżłobione spiralnie. W okresie nowożytnym (renesans, barok, klasycyzm) żłobkowanie mogło być wykonane na całej długości trzonu lub tylko na jego części. Czasami w dolnej części trzonu kanelury są wypełnione cylindrycznymi półwałkami.
Kanelury występują również w przedmiotach rzemiosła artystycznego (meblarstwo, złotnictwo), mogą być nimi ozdobione np. nogi mebli.